# Urocystis bolivarii
Urocystis bolivarii är en svampart som beskrevs av Bubák & Gonz. Frag. 1922. Urocystis bolivarii ingår i släktet Urocystis och familjen Urocystidaceae.   Inga underarter finns listade i Catalogue of Life.